# JetKonnect
JetKonnect war eine indische Billigfluggesellschaft mit Sitz in Mumbai und Basis auf dem Flughafen Mumbai. Sie war eine Tochtergesellschaft der Jet Airways und somit Mitglied der Luftfahrtallianz Etihad Airways Partners.

## Geschichte
JetKonnect ging 2012 im Rahmen einer Umstrukturierung aus den beiden Fluggesellschaften JetLite und Jet Airways Konnect hervor, die Flugzeuge wurden von JetLite übernommen. JetKonnect führte ab 2014 Flüge für Jet Airways durch und wurde 2015 komplett in die Muttergesellschaft integriert.

## Flugziele
JetKonnect bediente von ihren drei Luftfahrt-Drehkreuzen aus Ziele im Inland.

## Flotte
Mit Stand August 2015 bestand die Flotte der JetKonnect aus acht Flugzeugen:
| Flugzeugtyp      | Anzahl | bestellt | Anmerkungen                 |
| ---------------- | ------ | -------- | --------------------------- |
| Boeing 737-700   | 3      |          |                             |
| Boeing 737-800   | 4      |          | 2 mit Winglets ausgestattet |
| Boeing 737-900ER | 1      |          | mit Winglets ausgestattet   |
| Gesamt           | 8      | –        |                             |